# Tapellariopsis octomera
Tapellariopsis octomera är en lavart som beskrevs av Lücking 1999. Tapellariopsis octomera ingår i släktet Tapellariopsis och familjen Ectolechiaceae.   Inga underarter finns listade i Catalogue of Life.